# France au Concours Eurovision de la chanson 1958
La France a participé au Concours Eurovision de la chanson 1958 à Hilversum, aux Pays-Bas. C'est la troisième participation de la France et sa première victoire au Concours Eurovision de la chanson.
Le pays est représenté par André Claveau avec la chanson Dors, mon amour, dont l'artiste a été sélectionné en interne et la chanson au moyen d'une finale nationale par la Radiodiffusion-télévision française (RTF).

## Sélection
La RTF choisit l'artiste en interne et organise une finale nationale pour sélectionner la chanson qu'interprétera l'artiste sélectionné pour représenter la France au Concours Eurovision de la chanson 1958.
Lors de cette sélection, c'est le chanteur André Claveau qui fut choisi en interne. La chanson Dors, mon amour a été sélectionné lors de la finale nationale Et voici quelques airs, alors interprétée par Hubert Giraud. Cette finale, présentée par Marianne Lecène, a eu lieu le vendredi 7 février 1958 aux studios Gaumont à Neuilly-sur-Seine. 
Les chansons sont interprétées par de différents artistes. La chanson gagnante fut choisie par les votes d'un jury composé de 13 professionnels de la musique et de la télévision, dont Eddie Barclay. À la fin du vote, seules la chanson gagnante et la chanson arrivée en deuxième position sont annoncées.
| Ordre | Interprète     | Chanson             | Place |
| ----- | -------------- | ------------------- | ----- |
| 1     | Charles Dumont | Parigi, Roma        | -     |
| 2     | René Denoncin  | Helena              | 2     |
| 3     | Jocelyne Jocya | Musique magique     | -     |
| 4     | Hubert Giraud  | Dors, mon amour     | 1     |
| 5     | André Richin   | Tape dans tes mains | -     |

## À l'Eurovision

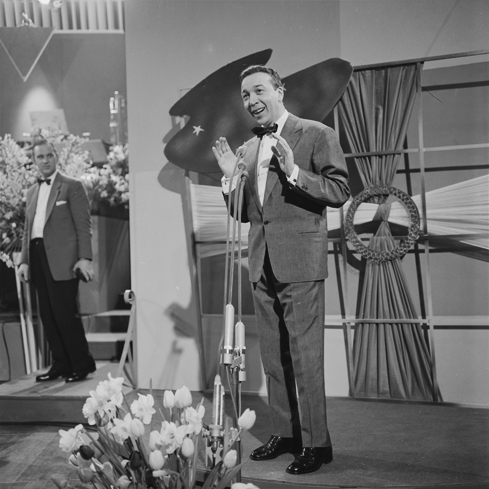
André Claveau permet à la France, avec la chanson Dors, mon amour, de remporter l'Eurovision pour la première fois.

Chaque pays avait un jury de dix personnes. Chaque membre du jury pouvait donner un point à sa chanson préférée.

### Points attribués par la France
| 3 points | Autriche Suisse |
| 2 points | Allemagne       |
| 1 point  | Danemark Italie |

### Points attribués à la France
| 10 points | 9 points   | 8 points | 7 points   | 6 points                                             |
| --------- | ---------- | -------- | ---------- | ---------------------------------------------------- |
|           | - Danemark |          | - Autriche | - Italie                                             |
| 5 points  | 4 points   | 3 points | 2 points   | 1 point                                              |
|           |            |          |            | - Allemagne - Belgique - Luxembourg - Suède - Suisse |

André Claveau interprète Dors, mon amour en 3e position lors du concours suivant les Pays-Bas et précédant le Luxembourg. Au terme du vote final, la France termine 1er sur 10 pays après avoir reçu 27 points,.